# Papengracht 19
Papengracht 19 is een rijksmonument aan de Papengracht in de Nederlandse stad Leiden. Het pand werd gebouwd in de 17e eeuw. De voorgevel met rechte kroonlijst dateert van het begin van de 19e eeuw.

## Geschiedenis
Papengracht 19 ligt aan het oudste deel (Gerecht tot aan de Langebrug) van de Papengracht en is in het begin van de 17e eeuw gebouwd als woonhuis, vermoedelijk door de familie Verdonck. Het pand wordt gekenmerkt aan de buitenzijde door een gepleisterde brede kroongevel. Aan de binnenzijde van het pand geven de originele ornamenten, schouwen en marmeren vloer blijk van de historie van het pand. Het pand is omsloten door het links liggende pand Papengracht 21, welk gekenmerkt wordt door een karakteristieke trapgevel, en aan de rechterzijde door het pand Papengracht 17, welk een lagere gevel heeft. De Papengracht, welke behoorde tot het water de Vliet (Leiden) en daarna in 1633 is overkluisd, was na de drooglegging als patricische woonbuurt erg in aanzien. Het perceel van nummer 19 is daar exemplarisch voor.
Sinds de bouw heeft het pand gefunctioneerd als woonhuis. In 1796 verkocht de familie Verdonck het pand voor f.1.175,00 aan Johanna Elisabeth Kesler. Omstreeks 1836 nam Hendrik Tollens zijn intrek in het pand, dat hij in 1839 weer verliet.  Van 1861 - 1866 bewoonde de belastinginspecteur en latere gemeenteraadslid, Age van Hettinga Tromp het pand.
In 1893 zijn enkele ruimtes van Papengracht 19 in gebruik genomen door het Rijksmuseum van Oudheden, dat wegens een verbouwing ruimtegebrek had. In 1923 nam huidarts P. Timmers er zijn intrek.

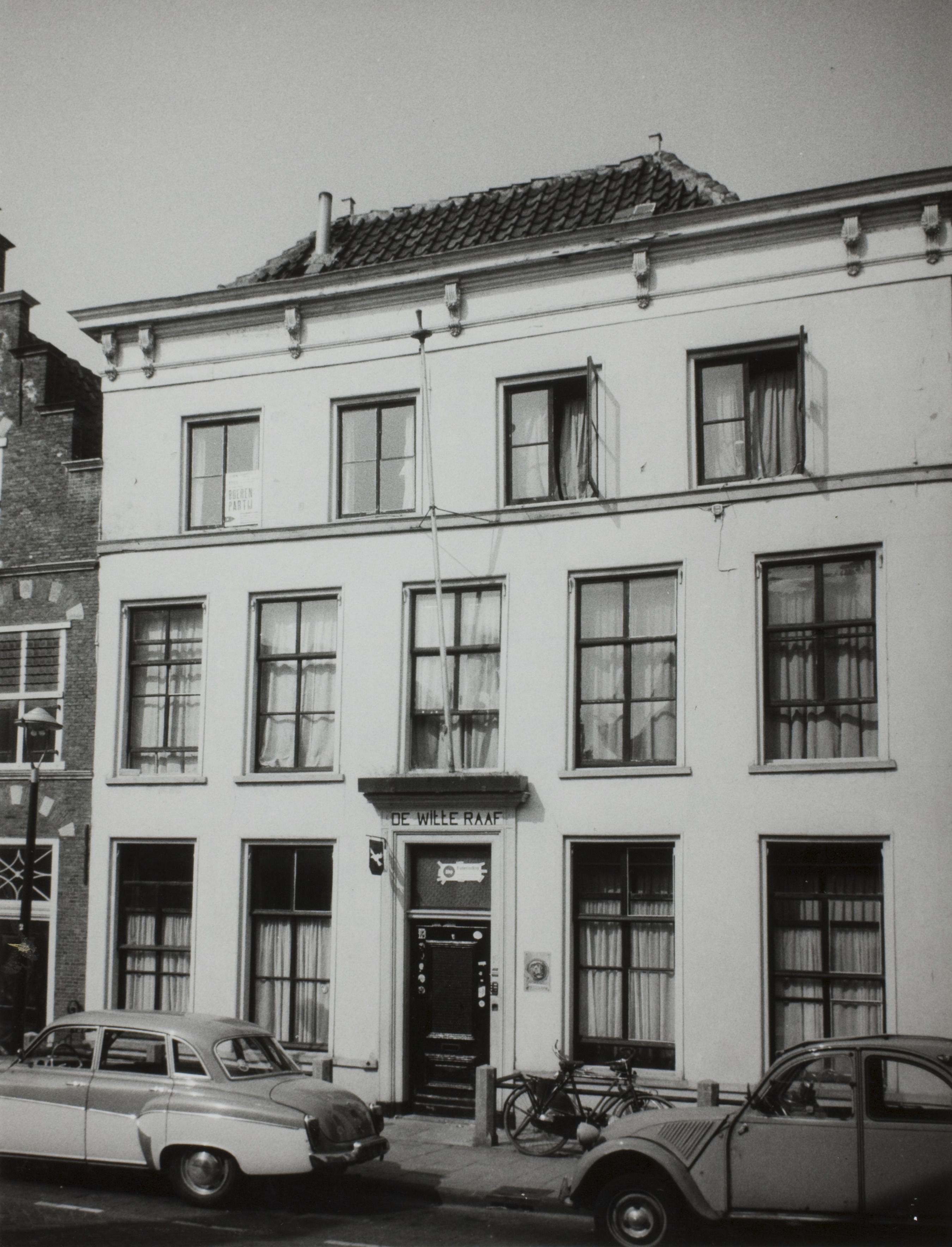
Voorgevel Papengracht 19 rond 1970, voor de verbouwing

## Verbouwing en samenvoeging
In 1970 gaf de gemeente Leiden toestemming aan de Stichting Leidse Studentenhuisvesting om de panden Papengracht 17 en 19 samen te voegen met de tussenliggende drie garages. Op de plek van de garages werd een tussenhuis gebouwd, in stijl van de aanpalende twee panden. Papengracht 17 stond toen al twee jaar leeg wegens lekkages en afgekeurde elektrische bedrading. Het verveloze en dichtgetimmerde pand nummer 19 werd in 1970, toen het verbouwingsvoorstel bij de gemeente lag, gekraakt door Leidse kunstenaars die het pand gebruikten als atelierruimte. In 1978 zijn Papengracht 17 en 19 na renovatie opgeleverd. Het totale pand kreeg de naam 'Huize de Witte Raaf'.

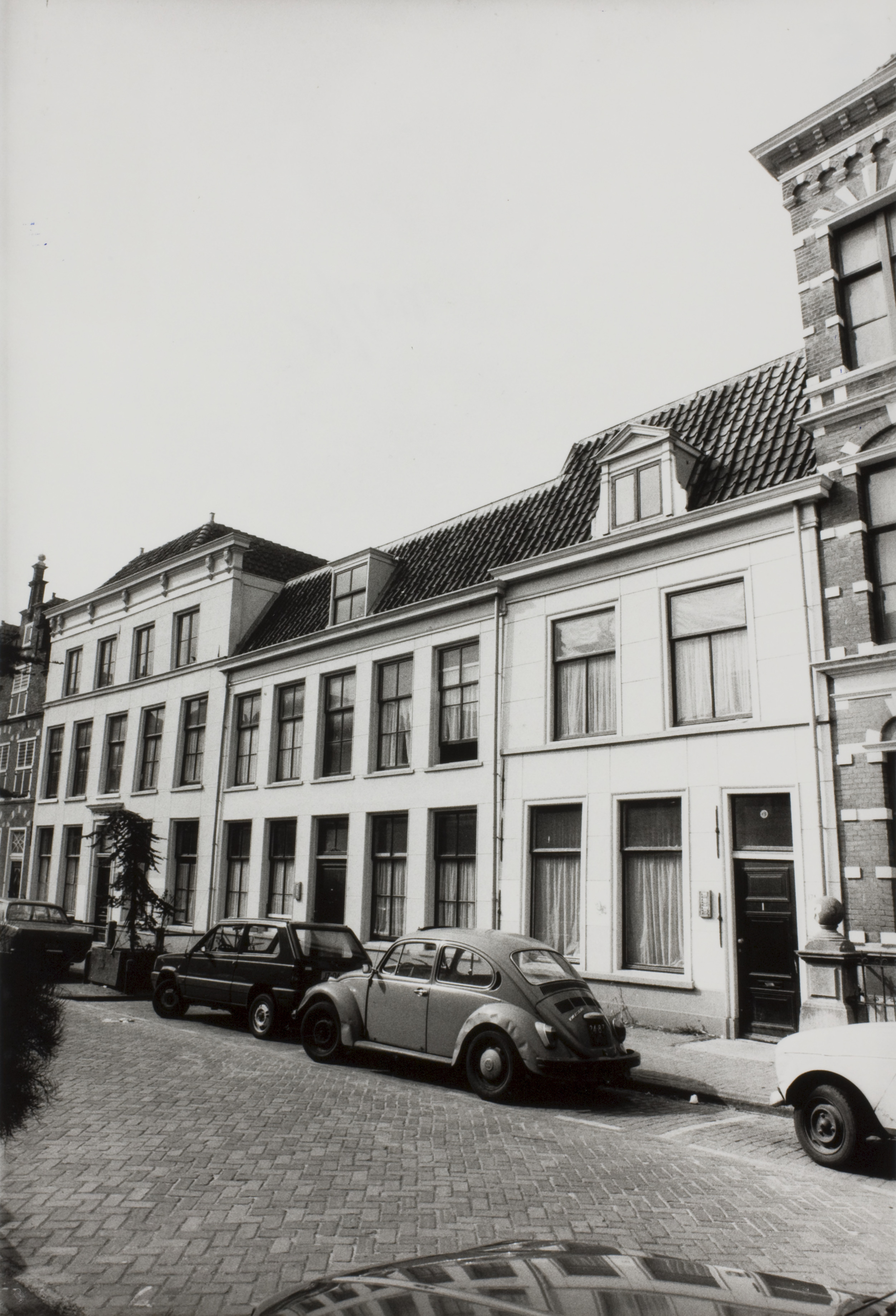
Voorgevels na de verbouwing van circa 1978

## Huize de Witte Raaf
Sinds 1904 wonen in het belendende pand Papengracht 17 studenten. Ze noemden het 'Huize de Witte Raaf'. Kort na de oprichting van de Stichting Leidse Studentenhuisvesting in 1957 werden de panden Papengracht 17 en 19 opgekocht en in 1970 samengevoegd. De woning bestond vanaf 1978 uit 29 studentenkamers en diverse algemene ruimtes. Sinds de oplevering van het samengevoegde pand heeft het pand als studentenhuis verschillende 'culturele' wisselingen doorgemaakt. In het begin van de 21ste eeuw waren alle bewoners aangesloten bij de studentenvereniging L.V.V.S. Augustinus, wier sociëteit aan de achtertuin van het pand Papengracht 19 grenst. Het huis was daarmee het oudste en grootste verenigingshuis van L.V.V.S. Augustinus.
In 2013 fuseerde de eigenaar van het pand, de Leidse Stichting Studentenhuisvesting met de stichting DUWO. Het pand werd eigendom van die stichting. In de zomer van 2018 besloot stichting DUWO het huis voor renovatie te sluiten. Door intensieve bewoning was  veel achterstallig onderhoud opgebouwd. De bewoners zijn na het besluit geleidelijk vertrokken uit het huis. In 2021 werd  Huize de Witte Raaf na 100 jaar studentenbewoning gesloten. De woning is na de sluiting weer verbouwd tot twee verschillende woningen voor studentenhuisvesting; Papengracht 17 en 19. Omdat de bewoners tijdelijk verblijven heeft het huis geen vaste naam meer. De aanduiding 'Witte Raaf' wordt niet meer gebruikt.

## Bekende oud-bewoners
Bekende oud-bewoners zijn onder anderen:
- E.F. Bonjer
- Age van van Hettinga Tromp
- Hendrik Tollens
- Willem Engel
- Philippe Brood